# Heliconia vaginalis
Heliconia vaginalis är en enhjärtbladig växtart som beskrevs av George Bentham. Heliconia vaginalis ingår i släktet Heliconia och familjen Heliconiaceae. Inga underarter finns listade.